# Schots gambiet
Het Schots gambiet is in de opening van een schaakpartij een variant van de Schotse opening. Het gambiet valt onder ECO-code C44 en heeft als beginzetten:
1. e4 e5
2. Pf3 Pc6
3. d4 exd4
4. Lc4
Dit gambiet was reeds in de 16e eeuw bekend.

## Varianten
De hoofdvarianten ontstaan na de vierde zet van zwart.
- 4... Pf6. Er kan volgen: 5. e5 d5 6. Lb5 Pe4 7. Pxd4 Ld7, waarna zwart iets beter blijft staan.
- 4... Lc5. Er kan volgen: 5. c3 Pf6 (beter dan 5...dxc3, waarna wit iets beter staat) 6. cxd4 Lb4+, met een volkomen gelijke stelling.

De Benima-variant, genoemd naar Levi Benima, is een zeer zeldzame variant, dat eveneens ontstaat na de vierde zet van zwart: 4... Le7, waarna Wit met 68.6%  tegen Zwarts 31.4% grote winstkansen heeft.